# Islas Ogasawara
Las islas Ogasawara (小笠原諸島 Ogasawara-shotō?), también llamadas islas Bonin o islas Volcánicas y en la cartografía antigua Yslas del Arzobispo, constituyen un archipiélago perteneciente a Japón, formado por aproximadamente 30 islas ubicadas a 1000 km del centro de la ciudad de Tokio de la que dependen administrativamente como la subprefectura de Ogasawara (小笠原支庁 Ogasawara-shichō?) y que está conformado únicamente por la villa de Ogasawara. Las islas Ogasawara junto a las islas Izu constituyen el conjunto llamado Nampō-Shotō; cabe señalar que las únicas islas que reciben el nombre de Volcano son las del suroeste llamadas Kazan por los japoneses. El área total es de 104,41 km².
Las islas Ogasawara fueron descubiertas por la expedición al mando del navegante español Bernardo de la Torre el 2 de octubre de 1543, quien las llamó como islas del Arzobispo. Posteriormente, las crónicas japonesas registran el arribo de una expedición al mando de Ogasawara Sadayori en 1593. El nombre japonés más usual fue el de Bunin (una lectura arcaica de 無人, actualmente Mujin o Munin, "Deshabitadas") que en la cartografía europea fue transcrito como Bonin. En la década de 1830, estas islas fueron pobladas por un reducido número de hawaianos de los cuales descienden en parte sus actuales habitantes. En 1875, tras una expedición rusa, Inglaterra reclamó la soberanía sobre estas islas; al mismo tiempo España alegó sus derechos, pero en 1880 el gobierno japonés incorporó los archipiélagos en cuestión a la prefectura de Tokio. El control japonés sobre estas islas fue ratificado internacionalmente al finalizar la Primera Guerra Mundial.

Durante la Segunda Guerra Mundial, en la isla de Iōtō (硫黄島, Isla del Azufre) del Archipiélago Vulcano se libró uno de los más violentos combates de la contienda entre tropas niponas y estadounidenses, la Batalla de Iwo Jima del 19 de febrero al 26 de marzo de 1945.
Las únicas islas habitadas son Chichijima y Hahajima.
Las islas Ogasawara fueron incluidas a la lista de Patrimonio Natural de la Humanidad por la Unesco en julio de 2011, debido a que su flora y fauna han desarrollado un proceso de evolución único desde que las islas se separaron del continente, por lo que son conocidas como las "Galápagos de Oriente".
Desde noviembre de 2013, la isla aislada Nishino Shima sufre episodios de erupción volcánica; a su costado existía un islote también volcánico por el que ha salido la chimenea de lava. Estas erupciones han provocado que en el tiempo de un mes el islote haya triplicado su superficie, hasta alcanzar aproximadamente los 56 000 metros cuadrados. El nombre que se le ha asignado es Niijima. A pesar de su crecimiento y tamaño actual, los científicos japoneses no confían en que sea una isla "definitiva", sino que existirá solo temporalmente dada la inestabilidad telúrica de la zona.

## Geografía

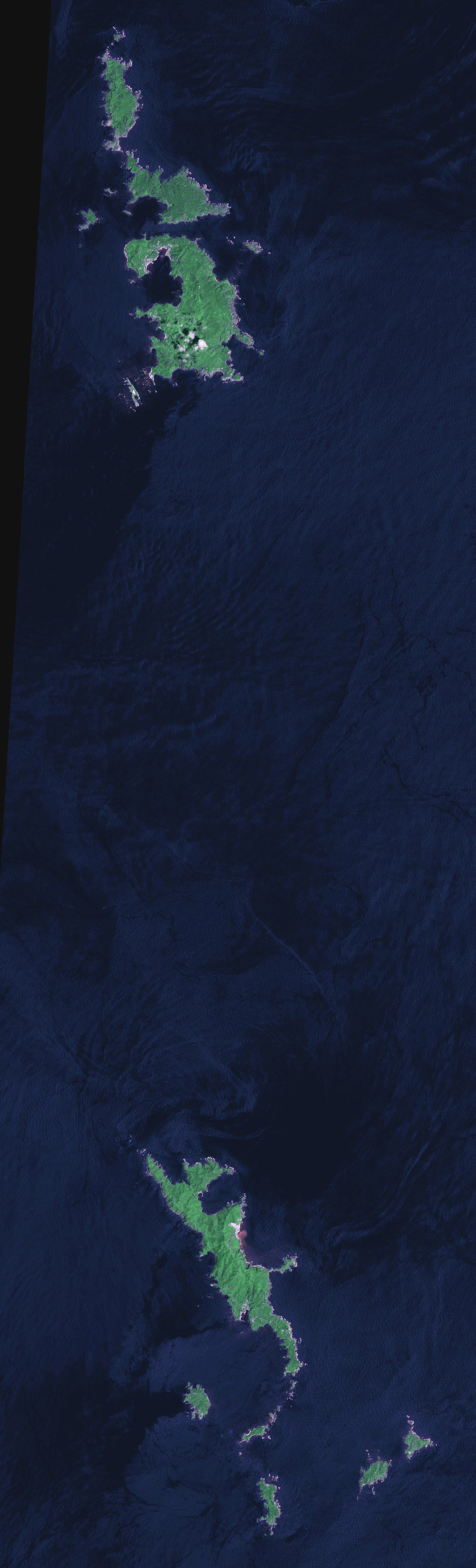
Archipiélago Chichijima y Hahajima

Las islas Ogasawara consisten en cuatro subgrupos, incluyendo las islas Volcano, que están listadas con sus islas principales:
- Archipiélago Mukojima (聟島列島 Mukojima Rettō) - 6,57 km²
  - Mukojima (聟島, Isla del Novio) - 3,07 km²
  - Yomejima (嫁島, Isla de la Novia) - 0,85 km²
  - Kitanoshima (北ノ島, Isla Norte) - 0,19 km²
  - Nakōdojima (媒島) - 1,58 km²
- Archipiélago Chichijima (父島列島 Chichishima Rettō) - 38,89 km²
  - Chichijima (父島, Isla del Padre) - 23,99 km²
  - Anijima (兄島, Isla del Hermano Mayor) - 7,85 km²
  - Ototojima (弟島, Isla del Hermano Menor) - 5,30 km²
  - Nishijima (西島, Isla Oeste) - 0,49 km²
  - Minamijima (南島, Isla Sur) - 0,34 km²
  - Higashijima (東島, Isla Este) - 0,28 km²
- Archipiélago Hahajima (母島列島 Hahajima Rettō) - 27,54 km²
  - Hahajima (母島, Isla de la Madre) - 20,80 km²
  - Anejima (姉島, Isla de la Hermana Mayor) - 1,67 km²
  - Imōtojima (妹島, Isla de la Hermana Menor) - 1,36 km²
  - Mukōjima - 1,45 km²
  - Meijima (姪島, Isla de la Sobrina) - 1,13 km²
  - Tairashima (平島) - 0,60 km²
- Archipiélago Vulcano (火山列島 Kazan Rettō) 
  - Kita Iōtō (北硫黄島, Isla Septentrional del Azufre)
  - Iōtō (硫黄島, Isla del Azufre, conocida como Iwo Jima)
  - Minami Iōtō (南硫黄島, Isla Meridional del Azufre)
- Isla aislada, al oeste del Archipiélago Hahajima y norte del Archipiélago Volcano: 
  - Nishino Shima (西之島, Isla Occidental o Isla Rosario)
  - Niijima (Isla Nueva)
- Islas aisladas remotas, geográficamente no forman parte de las Islas Ogasawara pero sí administrativamente:
  - Parece Vela (沖ノ鳥島, Isla Remota de los Pájaros)
  - Minami Torishima (南鳥島, Isla Meridional de los Pájaros conocida también como Isla Marcus)